# Лапонија
Лапонија (Lappland, Lappi, Sápmi, Sameland, и Saamiland), је назив за културну регију традиционално насељену Сами народом. Данас, северна провинција Финске носи назив Лапонија, као и Шведска регија на северу, иако су административно подељена између две земље носе назив Лапонија.
Лапонија се налази у северној Европи и укључује северне крајеве Скандинавије и полуострво Кола, у Русији. Са падом Совјетског Савеза и веће сарадње међу граничне сарадње које је постало битније него строго чување границе. Ово је битно за припаднике Сами народа, као и локалног становништва које има Сами претке из прошлости. Већина локалног становништва регије вуче порекло од Сами народа.

## Територија
Површина Лапоније се налази изнад арктичког круга. Западни делови обухватају фјордове, глечере и планине, највећи врх је планина Кебнекајсе (швед. Kebnekaise) (2.111м) у Шведској. Према истоку се пружају равнице, пашњаци и језера, на крајњем истоку почиње територија тундре.

## Становништво
Према статистикама у Лапонији живи око 70.000 припадника Сами народа. Око 40.000 живи у Норвешкој, 20.000 у Шведској, 6.000 у Финској и око 2.000 у Русији.